# Magny-Montarlot
Magny-Montarlot is een gemeente in het Franse departement Côte-d'Or (regio Bourgogne-Franche-Comté) en telt 185 inwoners (1999). De plaats maakt deel uit van het arrondissement Dijon.

## Geografie
De oppervlakte van Magny-Montarlot bedraagt 6,0 km², de bevolkingsdichtheid is 30,8 inwoners per km².
De onderstaande kaart toont de ligging van Magny-Montarlot met de belangrijkste infrastructuur en aangrenzende gemeenten.

## Demografie
Onderstaande figuur toont het verloop van het inwonertal (bron: INSEE-tellingen).

1. ↑  Populations de référence 2022.